# Sangre arterial

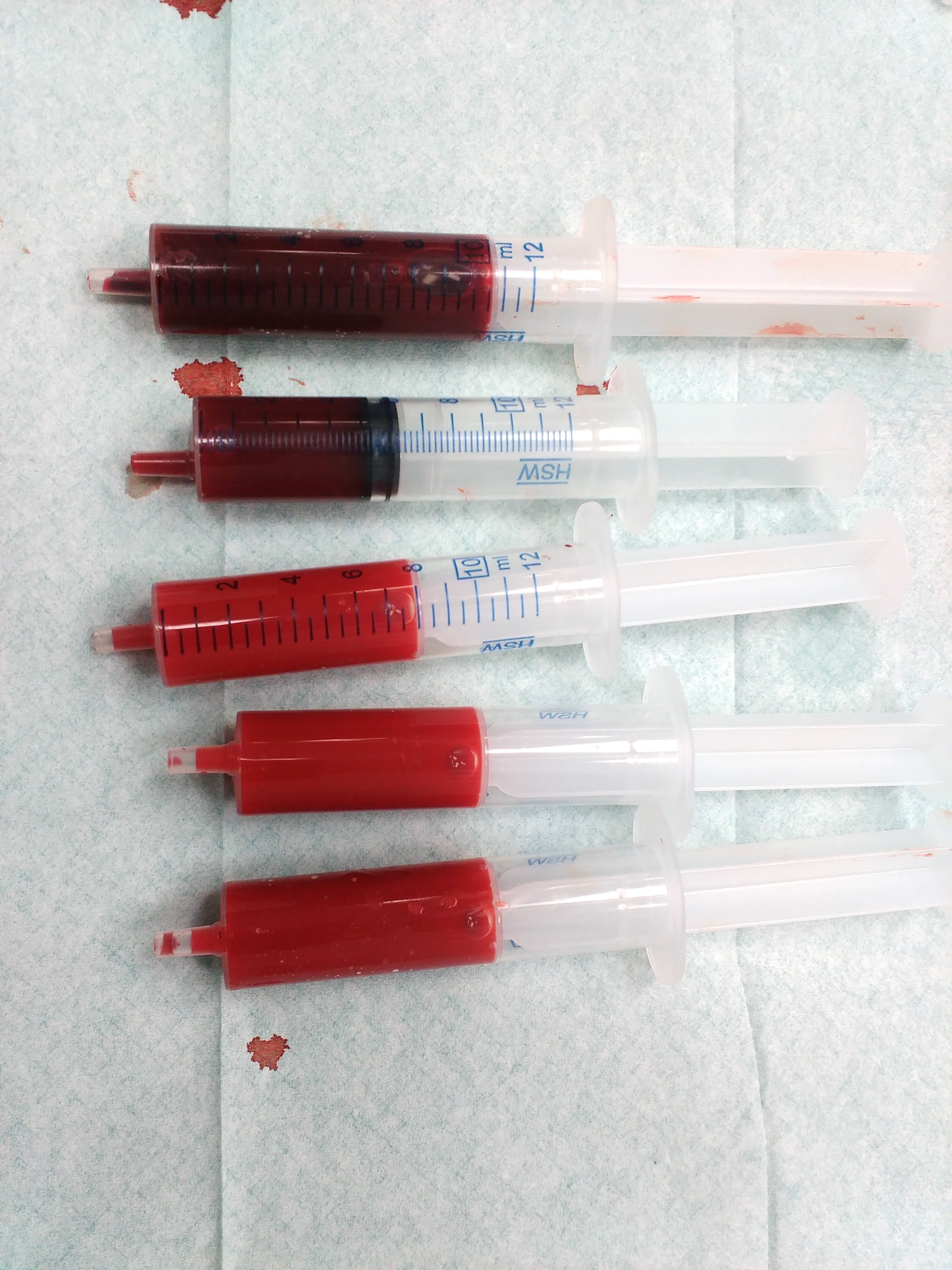
Jeringas con sangre venosa (rojo oscuro) y arterial (rojo vivo)

La sangre arterial es la sangre oxigenada en el sistema circulatorio que se encuentra en la vena pulmonar, las cavidades izquierdas del corazón y las arterias. Es de color rojo brillante, mientras que la sangre venosa es de color rojo oscuro (pero se ve púrpura a través de la piel translúcida). Es el término contralateral a sangre venosa. 
Enmarcado en el ciclo cardíaco, a menudo históricamente acreditado según el diagrama de Wiggers, la sangre arterial acaba de pasar a través de los pulmones y está lista para aumentar el oxígeno para sostener los órganos periféricos. La diferencia esencial entre la sangre venosa y arterial es la curva de la saturación de oxígeno de la hemoglobina. La diferencia en el contenido de oxígeno de la sangre entre la sangre arterial y la sangre venosa se conoce como la diferencia de oxígeno arteriovenoso.